# Příčina
Příčina är en ort i Tjeckien.   Den ligger i regionen Mellersta Böhmen, i den västra delen av landet, 50 km väster om huvudstaden Prag. Příčina ligger 469 meter över havet och antalet invånare är 175.
Terrängen runt Příčina är platt österut, men västerut är den kuperad. Runt Příčina är det ganska glesbefolkat, med 32 invånare per kvadratkilometer. Närmaste större samhälle är Rakovník, 6,3 km nordost om Příčina. Trakten runt Příčina består till största delen av jordbruksmark.